# Lepidotrigla eydouxii
Lepidotrigla eydouxii är en fiskart som beskrevs av Sauvage, 1878. Lepidotrigla eydouxii ingår i släktet Lepidotrigla och familjen knotfiskar. Inga underarter finns listade i Catalogue of Life.